# Hexano-2-tiol
Hexano-2-tiol, 2-hexanotiol ou sec-hexil mercaptano é o composto orgânico de fórmula C6H14S, SMILES SC(C)CCCC, massa molecular 118,240402. Densidade 0,833 g/cm3, ponto de fulgor 29,453 °C e ponto de ebulição 140,915 °C a 760 mmHg.